# Tyska hösten
Tyska hösten (tyska: Deutscher Herbst) är ett samlande begrepp för en serie attentat knutna till Röda armé-fraktionen som ägde rum under hösten 1977 när 1970-talets terrorkonflikter i Västtyskland kulminerade. Det inleddes med kidnappningen av Hanns Martin Schleyer i Köln den 5 september 1977 och slutade med den så kallade Dödsnatten i Stammheim den 18 oktober samma år då tre av Röda armé-fraktionens ledare begick självmord.

## Filmer
Filmer om Tyska hösten.
- 1978 – Deutschland im Herbst (som betyder just "Tyskland om hösten")
- 1997 – Dödsspelet (tyska Das Todesspiel)
- 2008 – Der Baader Meinhof Komplex